# لیدیا اشچربینسکا
لیدیا اشچربینسکا (لهستانی: Lidia Szczerbińska؛ زادهٔ ۳۰ آوریل ۱۹۳۴) ژیمناست هنری اهل لهستان بود.